# Rhaphidorrhynchium kirkii
Rhaphidorrhynchium kirkii là một loài Rêu trong họ Sematophyllaceae. Loài này được (Müll. Hal. ex Beckett) Broth. miêu tả khoa học đầu tiên năm 1925.